# 古城街道 (兴城市)
古城街道，是中华人民共和国辽宁省葫芦岛市兴城市下辖的一个乡镇级行政单位。

## 行政区划
古城街道下辖以下地区：
春和社区、永宁社区、城北社区、北关村、花园村、北半道村和东八里村。